# Liste des conseillers spéciaux du Bas-Canada
Cette page recense les conseillers spéciaux du Bas-Canada, soit les personnes qui ont été nommées auprès du Conseil spécial de la Province du Bas-Canada.
| Premier Conseil spécial (2 avril 1838 au 1er juin 1838) | Premier Conseil spécial (2 avril 1838 au 1er juin 1838) |
| Nom                                                     | Portrait                                                |
| ------------------------------------------------------- | ------------------------------------------------------- |
| James Cuthbert                                          |                                                         |
| Toussaint Pothier                                       |                                                         |
| Charles-Étienne Chaussegros de Léry                     |                                                         |
| James Stuart                                            |                                                         |
| Peter McGill                                            |                                                         |
| Marc-Pascal de Sales Laterrière                         |                                                         |
| Barthélemy Joliette                                     |                                                         |
| Pierre de Rastel de Rocheblave                          |                                                         |
| John Neilson                                            |                                                         |
| Amable Dionne                                           |                                                         |
| Samuel Gerrard                                          |                                                         |
| Jules-Maurice Quesnel                                   |                                                         |
| William Plenderleath Christie                           |                                                         |
| Charles-Eusèbe Casgrain                                 |                                                         |
| William Walker                                          |                                                         |
| Joseph-Édouard Faribault                                |                                                         |
| John Molson, Jr.                                        |                                                         |
| Étienne Mayrand                                         |                                                         |
| Paul Holland Knowlton                                   |                                                         |
| Turton Penn                                             |                                                         |
| Joseph Dionne                                           |                                                         |
| Ichabod Smith                                           |                                                         |
| Thomas Brown Anderson                                   |                                                         |
| Thomas Austin                                           |                                                         |

| Second Conseil spécial (28 juin 1838 au 2 novembre 1838) | Second Conseil spécial (28 juin 1838 au 2 novembre 1838) |
| Nom                                                      | Portrait                                                 |
| -------------------------------------------------------- | -------------------------------------------------------- |
| Charles Paget                                            |                                                          |
| James Macdonell                                          |                                                          |
| Charles Buller                                           |                                                          |
| George Couper                                            |                                                          |
| Charles Grey                                             |                                                          |
| John Clitherow                                           |                                                          |
| Arthur William Buller                                    |                                                          |

| Troisième Conseil spécial (2 novembre 1838 au 10 février 1841) | Troisième Conseil spécial (2 novembre 1838 au 10 février 1841) |
| Nom                                                            | Portrait                                                       |
| -------------------------------------------------------------- | -------------------------------------------------------------- |
| James Cuthbert                                                 |                                                                |
| Toussaint Pothier                                              |                                                                |
| Charles-Étienne Chaussegros de Léry                            |                                                                |
| James Stuart                                                   |                                                                |
| Peter McGill                                                   |                                                                |
| Marc-Pascal de Sales Laterrière                                |                                                                |
| Barthélemy Joliette                                            |                                                                |
| Pierre de Rastel de Rocheblave                                 |                                                                |
| John Neilson                                                   |                                                                |
| Amable Dionne                                                  |                                                                |
| Samuel Gerrard                                                 |                                                                |
| Jules-Maurice Quesnel                                          |                                                                |
| William Plenderleath Christie                                  |                                                                |
| Charles-Eusèbe Casgrain                                        |                                                                |
| William Walker                                                 |                                                                |
| Joseph-Édouard Faribault                                       |                                                                |
| John Molson, Jr.                                               |                                                                |
| Étienne Mayrand                                                |                                                                |
| Paul Holland Knowlton                                          |                                                                |
| Turton Penn                                                    |                                                                |
| Joseph Dionne                                                  |                                                                |
| Ichabod Smith                                                  |                                                                |
| Thomas Austin                                                  |                                                                |
| Dominique Mondelet                                             |                                                                |
| George Moffat                                                  |                                                                |
| Edward Hale                                                    | [ 6 ]                                                          |
| John Wainwright                                                |                                                                |
| Jean-Baptiste Taché                                            |                                                                |
| Robert Unwin Harwood                                           |                                                                |
| Edward Hale                                                    |                                                                |
| Dominick Daly                                                  | [ 9 ]                                                          |
| Charles Richard Ogden                                          |                                                                |
| Frederick George Heriot                                        |                                                                |
| Henry Black                                                    |                                                                |
| Charles Dewey Day                                              | [ 11 ]                                                         |